# Friedrich Küchler (Verwaltungsbeamter)

Friedrich August Küchler um 1850

Friedrich August Küchler (* 22. Februar 1799 in Darmstadt; † 30. Mai 1866 in Gießen) war ein deutscher Verwaltungsbeamter und hessischer Abgeordneter.

## Familie
Friedrich Küchler war der Sohn des Regierungsrates Georg Karl Küchler und dessen erster Ehefrau Sybille Phillipine geborene Lehmann.
Friedrich August Küchler heiratete am 8. August 1829 in Offenbach am Main Ida Henriette Alwine geborene Bastian (1807–1866). Aus der Ehe ging eine Tochter hervor, Elisabeth, (1836–1882), die am 20. August 1856 in Gießen den Gutsbesitzer Friedrich Kempff (1832–1886) heiratete.

## Karriere
Friedrich Küchler studierte Rechtswissenschaften in Gießen und Heidelberg. Während seines Studiums wurde er 1816 Mitglied der Ehrenspiegelburschenschaft Gießen, der Alten Heidelberger Burschenschaft und 1819 der Gießener Allgemeinen Burschenschaft Germania.
Sein Berufseinstieg erfolgte als Hofgerichtssekretariatsakzessist beim Hofgericht Darmstadt. 1822 wurde er Assessor am Landgericht Zwingenberg und 1828 Richter am Landgericht Offenbach.
1832 wechselte er von der Justiz in die Verwaltung und übernahm das Amt des Kreisrats des Kreises Friedberg. Im Zuge der Revolution von 1848 im Großherzogtum Hessen wurden die Kreise und Provinzen abgeschafft und stattdessen Regierungsbezirke eingerichtet. Friedrich Küchler wurde Dirigent der Regierungskommission des Regierungsbezirks Gießen. Er wurde Regierungsrat. 1852 wurden die Kreise restituiert und Friedrich Küchler wurde Kreisrat des Kreises Gießen. Zum 1. Januar 1861 wurden auch die Provinzen wiederhergestellt. Die Funktion des Direktors der Provinz Oberhessen war mit der des Kreisrates der Provinzhauptstadt Gießen in Personalunion verbunden. In dieser Funktion führte Küchler den Titel eines Provinzialdirektors. 1861 wurde er zugleich Mitglied des Staatsrats.

## Abgeordneter
1856 bis 1862 vertrat er den Wahlbezirk der Stadt Friedberg in der Zweiten Kammer der Landstände des Großherzogtums Hessen.

## Ehrungen
1853 erhielt er den Titel „Geheimer Regierungsrat“,

1861 den Titel Geheimrat.